# Festivali i Këngës 34
Festivali i Këngës 34 var den 34:e upplagan av Festivali i Këngës och hölls i december 1995 i Pallati i Kongreseve i Tirana. Värdar för programmet var Reiz Çiço och Doris Petrela. Vinnare blev Ardit Gjebrea med låten "Eja".
Flera meriterade albanska artister deltog i detta års upplaga av tävlingen, bland annat tidigare vinnarna Manjola Nallbani, Anita Bitri, Ardit Gjebrea och Aleksandër Gjoka. 
Tävlingen vanns för andra gången i historien av Ardit Gjebrea. Han följdes på andra plats av Ledina Çelo och Luan Zhegu som framförde låten "E doni dashurinë" som är den hittills med applåderade låten i Festivali i Këngës historia med en över 7 minuter lång sammanhängande applådsekvens. Trea slutade Sherif Merdani med låten "Sinfonia e nënës". 

## Deltagare (urval)
| Plats | Artist                           | Låt                       | Text              | Musik              |
| ----- | -------------------------------- | ------------------------- | ----------------- | ------------------ |
| 1     | Ardit Gjebrea                    | "Eja"                     | Xhevahir Spahiu   | Ardit Gjebrea      |
| 2     | Ledina Çelo & Luan Zhegu         | "E doni dashurinë"        | Jorgo Papingji    | Osman Mula         |
| 3     | Sherif Merdani                   | "Sinfonia e nënës"        | Alqi Boshnjaku    | Luan Zhegu         |
| i.u.  | Mihrije Braha                    | "S'mund të jetoj pa ty"   | Mentor Gjurgjeali | Mentor Gjurgjeali  |
| i.u.  | Manjola Nallbani                 | "Përse të dua"            | Jorgo Papingji    | Flamur Shehu       |
| i.u.  | Gili                             | "Xixëllonja"              | Ilir Berani       | Ilir Berani        |
| i.u.  | Elton Deda                       | "Nuk kërkoj tjetër njëri" | Elton Deda        | Elton Deda         |
| i.u.  | Edona Llalloshi                  | "Kthemi ëndrrat"          | Hivzi Krasniqi    | Naim Krasniqi      |
| i.u.  | Aurela Gaçe                      | "Nata"                    | Agim Doçi         | Adrian Hila        |
| i.u.  | Arb                              | "Lot në shi"              | Redon Makashi     | Redon Makashi      |
| i.u.  | Anita Bitri                      | "Besoj në dashuri"        | i.u.              | i.u.               |
| i.u.  | Albërie Hadërgjonaj              | "Pse vonon dashuri"       | Teuta Barko       | Vladimir Kotani    |
| i.u.  | Jonida Maliqi & Aleksandër Rrapi | "Planeti fëmijevë"        | Vasil Kaçaj       | Petrit Sinomati    |
| i.u.  | Alma Bektashi                    | "Kështu e ka jeta"        | Alqi Boshnjaku    | Markelian Kapedani |
| i.u.  | Aleksandër Gjoka                 | "Anija plakë"             | Shpëtim Rroqi     | Artan Tushe        |